# Russ

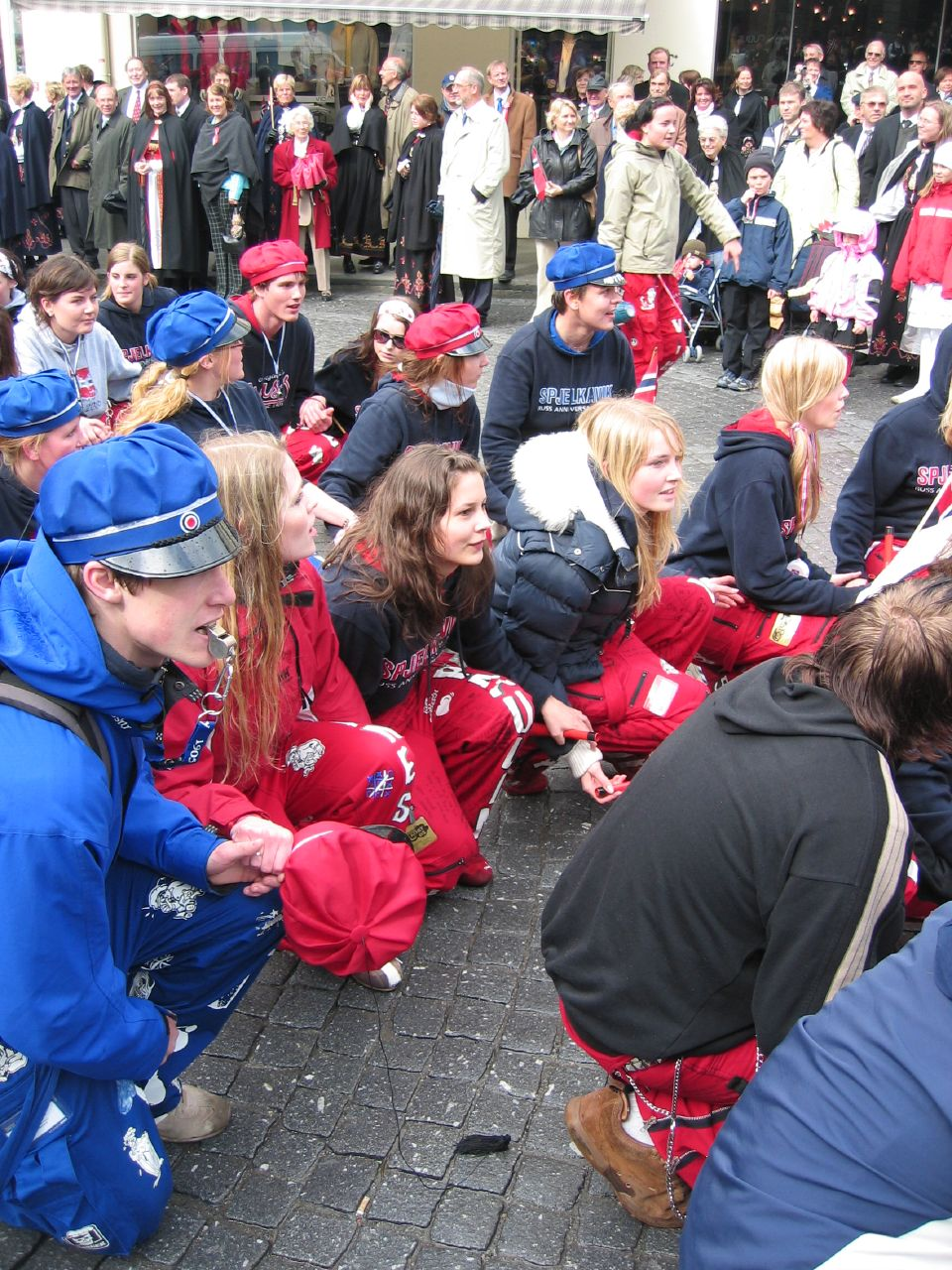
Rödruss och Blåruss i Ålesund 2005.

Russ är i Norge sistaårseleverna på gymnasiet, eller på norska videregående skole. Russ delas ofta in i "blåruss" (handels- och ekonomielever) och "rödruss" (språk-, samhälls- och naturvetenskap) men fler färger förekommer också. De karaktäriseras av studentoveraller och "russebusser". Ofta avser man med "russ" sistaårselevernas examensfirande, som mer egentligt kallas russefeiring (russefirande).

## Historia och etymologi

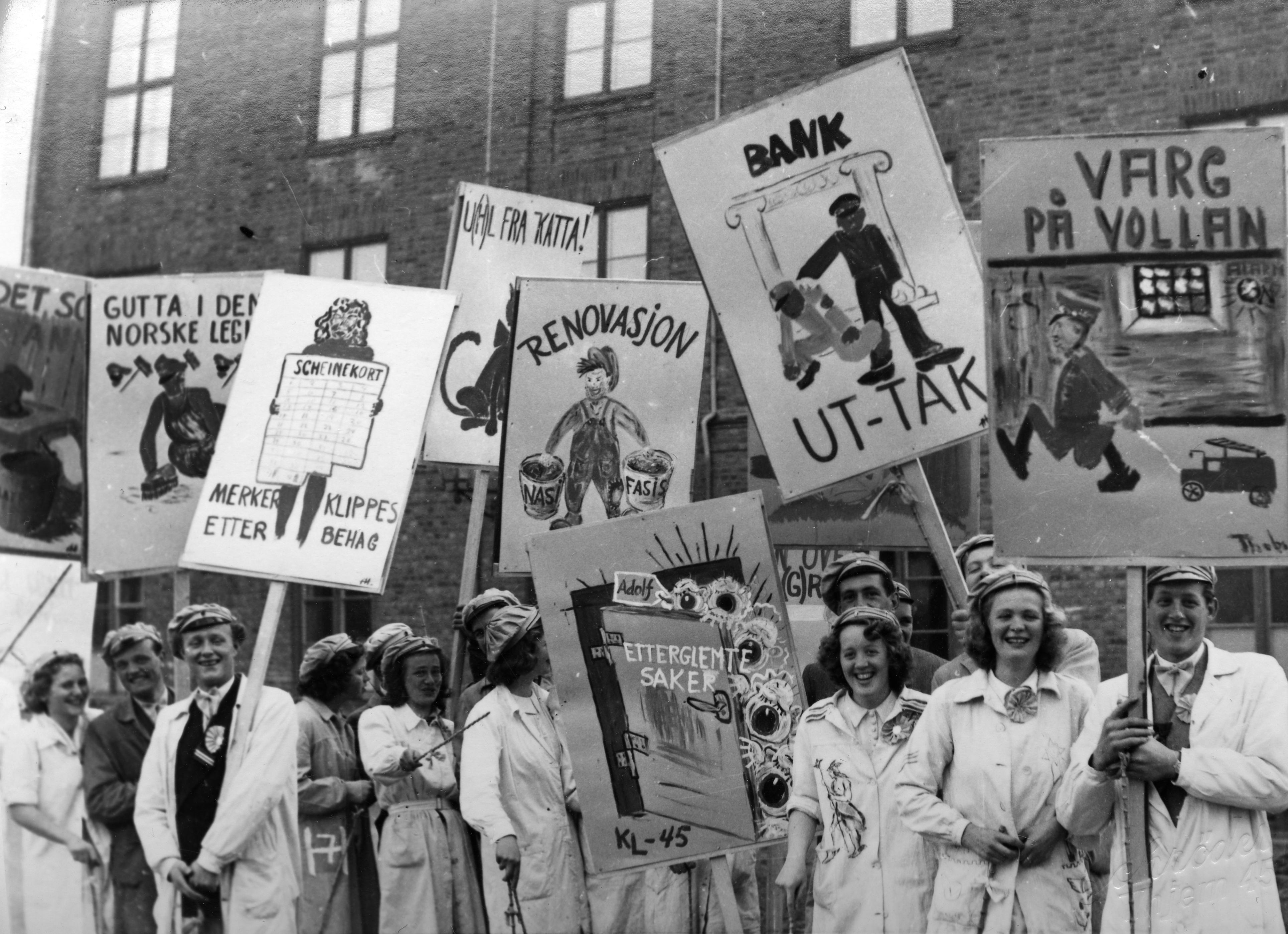
Avgångselever vid Trondheim katedralskola med plakat till russetåget, den 17 maj 1945.

Russefirandet har rötter från 1700-talet. Då fanns det inga universitet i Norge, och norrmän fick i stället studera vidare vid Köpenhamns universitet i Danmark.
För att få tillgång till universitetsstudierna var studenterna tvungna att klara examen artium. När examinationen var över, men innan resultaten meddelats, fick de ett horn fästat i pannan och blev hånade av äldre studenter. Därefter, när resultaten var klara, deltog studenterna i en ceremoni kallad examen depositionis där de ställdes framför examinatorn. Om de hade klarat examen togs hornet bort som ett tecken på visdom och att vilddjuret i dem var borta. Studenterna kunde då med rätta kalla sig studenter. Ordet russ är en förkortning av det latinska namnet på denna handling, cornua depositurus, som betyder "att ta av sig hornen".

## Utveckling

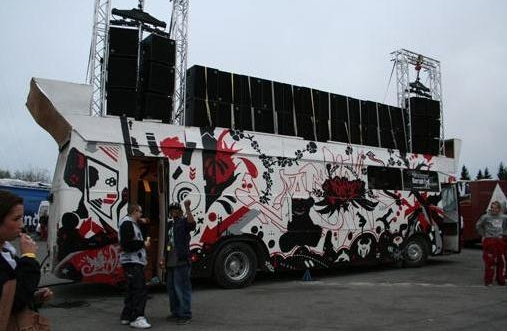
Russebuss

Den nuvarande norska russetraditionen härstammar från 1905, då röda mössor (russeluer) först användes av elever i avgångsklasser vid de högre skolorna i Kristiania (Oslo). Mössorna användes först bara av pojkar och var inspirerade av tyska studenter som hade på sig röda mössor då de besökte Norge 1904. 1916 användes de blå mössorna för första gången av russ vid Oslo Handelsgymnasium.
1979 beslöt dåvarande Arbeiderpartiregeringen att flytta examensdagarna till efter nationaldagen 17 maj för att dämpa ett alltför vilt russefirande och ge eleverna mer tid till förberedelser.
Länge var russens mössa och russestokk, en enkel pinne av bambu med färgade band på, enda utstyr för russen. Sedan dess har det kommit speciella kläder, stora bussar ("russebussar") och annat, och delar av russefirandet är i dag starkt påverkat av kommersiella intressen, både av kläder och annan utrustning.

## Russelåtar
De flesta bussarna har också egna sånger, och bland annat svenska artister är populära. Artister såsom Maskinen, Basshunter, Mange Makers, Lorentz & M. Sakarias och Kobojsarna har gjort russesånger. Varje år utses också "Årets russelåt". 
Mer aktuella artister är Fjellrev, Roc Boyz, Soppgirobygget och Søte og Rare Gutter. Låtarna handlar om att festa, ha sex, dricka och ta droger. Många låtar är som sagt gjorda för en specifik russebuss, vilket märks på att många låtnamn innehåller årtalet för den specifika resan, ex. Hanazake 2018. 

## Fester
Det arrangeras flera stora fester för russen. Den mest kända är den vid Tryvann, som varar i fem dagar. Över 20 000 avgångselever deltar på samma plats i närheten av Holmenkollen i norra utkanten av Oslo.

## Kritik mot russefirandet
Många menar att russefirandet har gått till överdrift, inte bara i själva festandet utan även i kostnaderna för firandet. Många använder miljonbelopp för att bygga sin buss. Det vanligaste är att ett kompisgäng på ca 20-25 personer köper en egen buss, och fixar den.